# Domhütte
Domhütte (2940 m n. m.) je švýcarská alpská horská chata ve Walliských Alpách, v jejich části zvané Mischabel. Je v majetku Švýcarského alpského klubu (SAC), sekce Uto Zurich. Nachází se v kantonu Wallis (Valais). Slouží zejména jako základna pro výstupy na Dom, nejvyšší vrchol skupiny Mischabel, který je se svými 4545  m nad mořem nejvyšším alpským vrcholem, ležícím zcela na švýcarském území. Vedle toho se chata využívá také jako výchozí bod pro výstupy na dalších šest čtyřtisícovek ve skupině Mischabel. Obvyklý výstup na chatu začíná v obci Randa v údolí Mattertal. Tento výstup trvá asi 4½ hodiny a vede náročným, místy i exponovaným horským terénem. Chata je obhospodařována v letních měsících, po zbytek času je k dispozici zimní místnost. Slavnostní otevření první chaty na tomto místě, která se tehdy nazývala Festihütte, se konalo 27. července 1890.

## Historie chaty

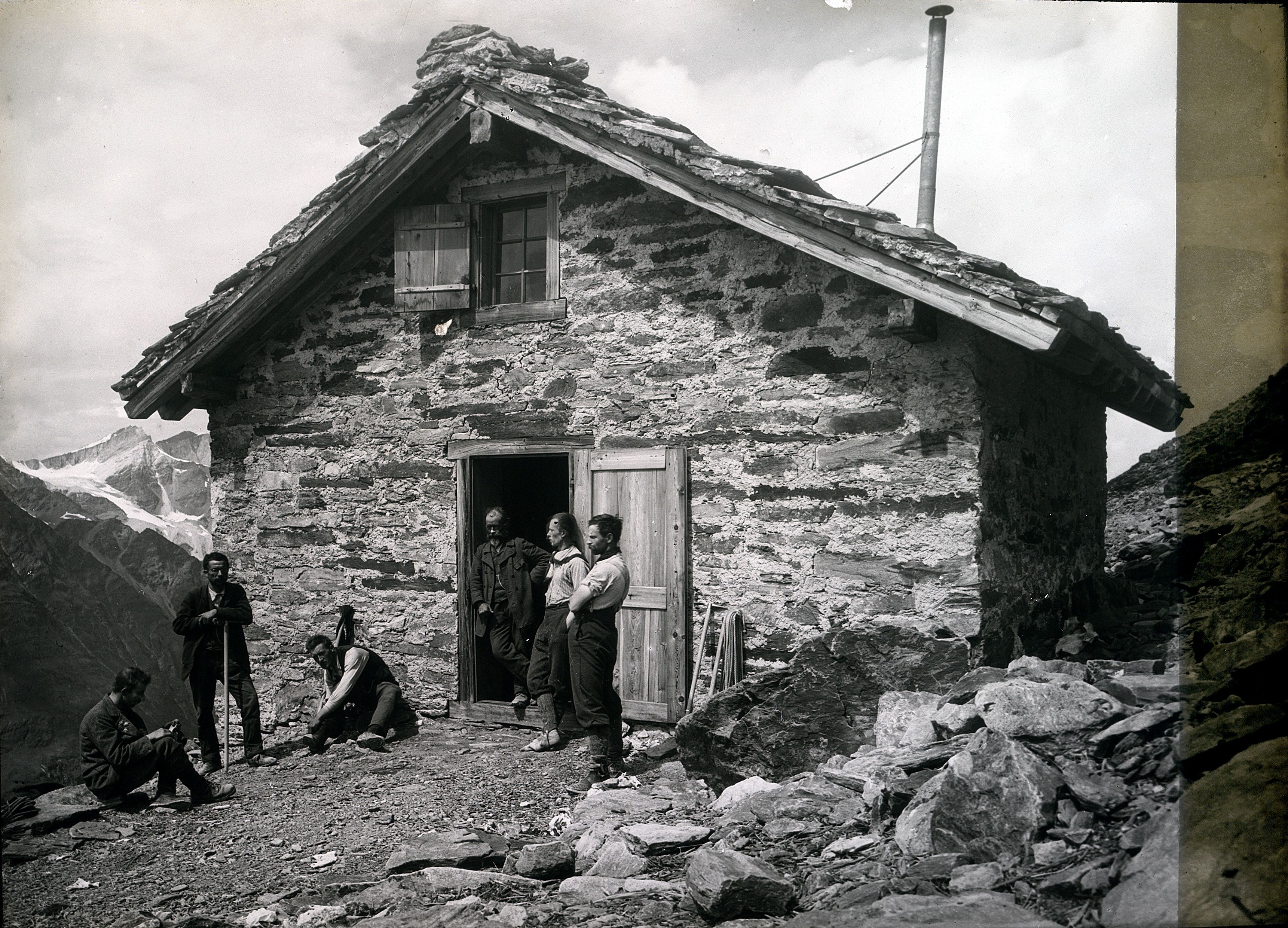
Festihütte v roce 1900

S iniciativou postavit chatu na úpatí dominantního vrcholu Domu přišel v roce 1883 farář z obce Randa Josef Imboden. Obrátil se dopisem na předsedu sekce Monte Rosa Švýcarského alpského klubu (SAC), připojil i náčrt chaty a odhad nákladů. Ještě sedm let trvalo, než byla iniciativa akceptována v rámci SAC a než byl překonán počáteční odpor představitelů obce Randa. Chata byla slavnostně otevřena 27. července 1890, byla pojmenována Festihütte a měla ubytovací kapacitu 20 míst.
V roce 1903 byla původní střecha z kamenných desek nahrazena střechou plechovou. V letech 1918–19 byla chata přestavěna a rozšířena o verandu. Kapacita byla zvýšena na 24 míst. V padesátých letech minulého století již původní chata přestala postačovat zvýšenému zájmu a tak byla nedaleko, asi o 100 m blíže k ledovci Festigletscher, navržena chata nová. Architekt Jakob Eschenmoser předložil dva odlišné návrhy, z nichž bylo vybráno a poté realizováno netradiční polygonální pojetí. Tvar chaty, která připomínal skalní krystal, byl silně ovlivněn ohledem na prostorovou úspornost. Eschenmoser vzal do úvahy i to, že prostorový požadavek pro spaní je rozdílný v oblasti nohou a v oblasti ramen spícího. Výstavba nové kamenné chaty byla dokončena v srpnu 1957 a její kapacita byla 52 míst. V roce 1978 byla pak podle návrhu jejího původního architekta přestavěna a rozšířena na kapacitu 75 míst.

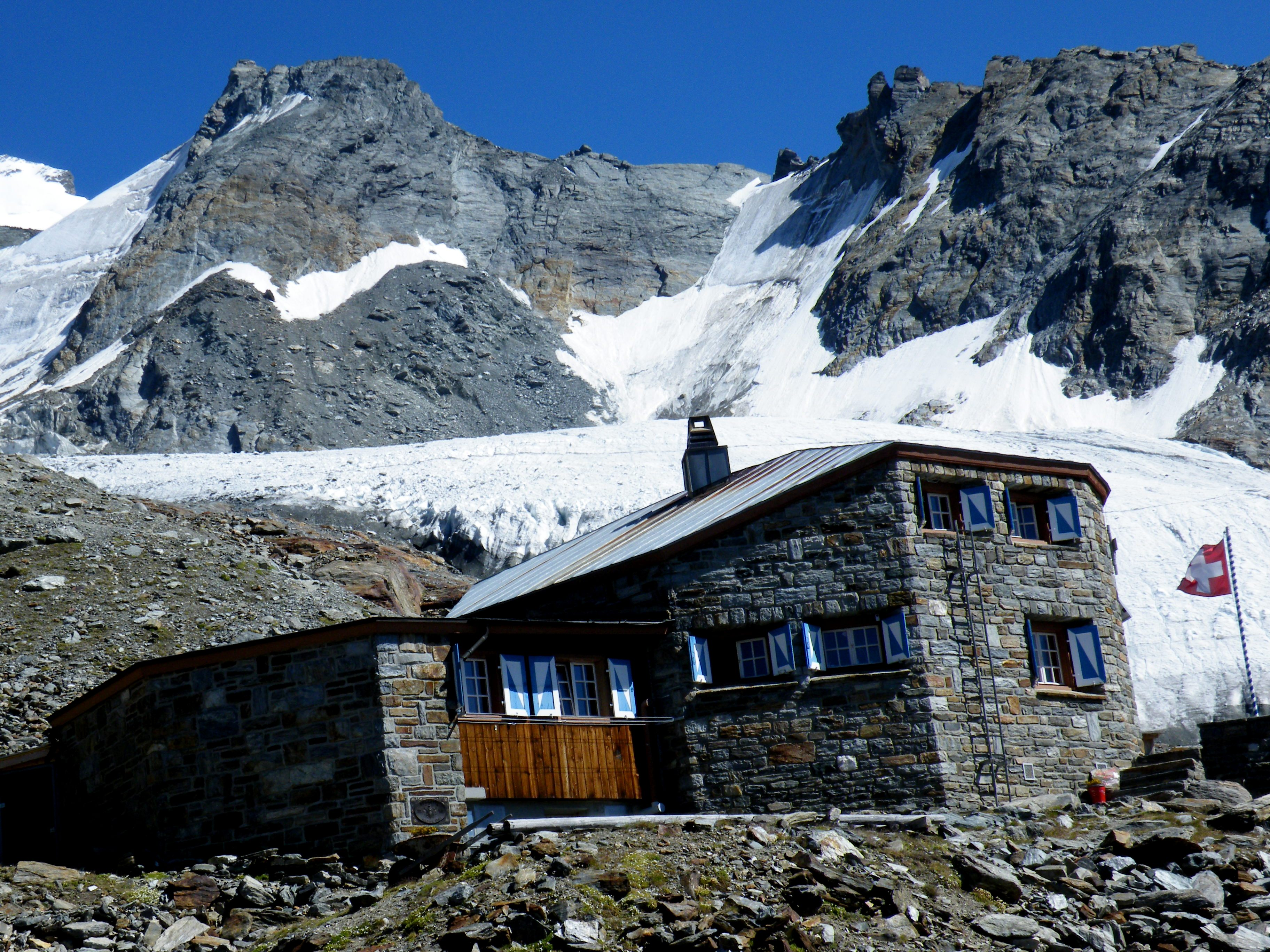
Domhütte v roce 2010

Po dalších 30 letech již chata přestala vyhovovat požadavkům a představám 21. století. V roce 2009 byl připraven projekt renovace stávajícího objektu včetně přístavby a jeho doplnění o novou část. Původní předpoklad realizace přestavby do roku 2011 se nepodařilo naplnit a práce započaly až v roce 2012. Rekonstruovaná chata byla slavnostně otevřena ve dnech 6. a 7. července 2013. Při renovaci staré části byla zachována filozofie stavby architekta Eschenmosera. Realizována byla nová budova odlišné stavební koncepce, charakteristická dřevěným obložením. Salonek Eschenmoserovy chaty byl zachován ale i rozšířen, takže i když je nynější chata plná, všichni hosté mohou jíst najednou a nemusí se jíst ve dvou směnách jako dříve. Předchozí přístavba se stala spojnicí mezi starou kamennou budovou a novou dřevěnou budovou. Počet míst na spaní se nezměnil, zůstalo jich i nadále 75, prostor na jedno místo na spaní a tedy uživatelský komfort se však značně zvýšil.

## Přístupová cesta (Domhüttenweg)
Výchozím bodem pro výstup k chatě je obec Randa (1406  m n. m.). Od tamního vlakového nádraží jdeme nahoru, kolem kostela a severovýchodním směrem přes louky Obermatt k potoku Dorfbach, který vytéká z velkého ledovce Festigletscher, nacházejícího se nad chatou. Po mostě přejdeme přes potok na jeho severní stranu a krátce za ním odbočíme vpravo.V mnoha zatáčkách stoupáme řídkým modřínovým lesem ve svahu Lärchberg. Jsme dost vysoko nad korytem potoka. Těsně nad hranicí lesa naše trasa přichází na značenou známou výškovou turistickou trasu Europaweg, vedoucí vysoko nad údolím Mattertal z Grächen do Zermattu. Krátce jdeme spolu s Europaweg a záhy z ní odbočujeme doprava (po Europaweg lze zakrátko dojít k chatě Europahütte), směrem ke skalnímu terénu. V poměrně strmém úseku horského svahu je třeba překonat skalní římsu zvanou Festiflüe. Zde cesta vede přes travní pásy, rokliny a skalní stupně. V obtížnějších skalních pasážích je usnadněna a zajištěna železnými kolíky, ocelovými lany a žebříky. V nadmořské výšce cca 2800 m n. m. se strmost svahu sníží a konečně lze vidět chatu. Z Randy je třeba zvládnout asi 1540 metrů převýšení, za obvyklých okolností trvá výstup asi 4 a půl hodiny. Trasa je hodnocena stupněm T4 na šestistupňové švýcarské škále turistické obtížnosti. Na jaře, než ze skalních pasáží sejde sníh, je výstup problematický. Na lyžích nelze trasu absolvovat, lyžaři musí lyže vynést téměř až k chatě.

## Turistické a horolezecké výstupy
Domhütte na orograficky pravé straně údolí Mattertal. Leží nedaleko čela ledovce Festigletscher, spadajícího z vysokých poloh v okolí hlavního hřebene skupiny Mischabel na západ, severně od dolního konce severní boční morény. Chata je nejvhodnější základnou pro výstupy na nejbližší čtyřtisícovky hřebene Mischabel – Dom, Lenzspitze a Täschhorn, ale i pro výstupy na další vzdálenější vrcholy nebo na přechod severozápadní části hřebene, nazývané Nadelgrat.

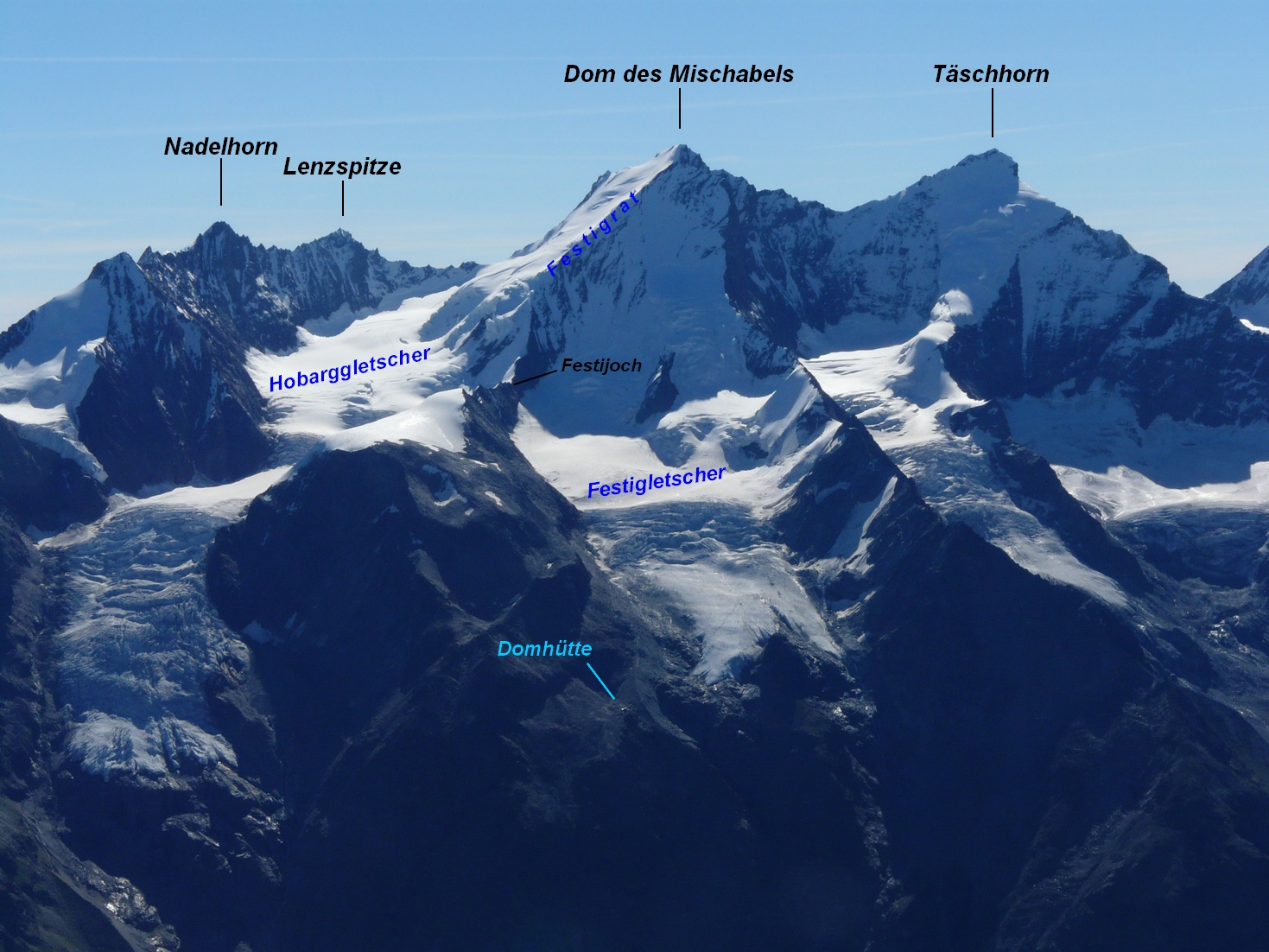
Domhütte na úpatí skupiny Mischabel

### Nejčastější horolezecké cíle
- Dom (4545 m n. m.): Zdaleka nejčastěji podnikanou výstupovou cestou trasou z chaty je výstup na tento vrchol, podle něhož je chata pojmenována. Normální trasa zpočátku vede po ledovci Festigletscher na sedlo Festijoch (3723  m n. m.), odtud na druhou stranu dolů na ledovec Hohberggletscher a z něj přes severní svah hory na vrchol (obtížnost PD-, 6 hodin). Alternativně lze na Dom vystoupit o něco obtížnější cestou přímo ze sedla Festijoch po severozápadním hřebenu Festigrat (PD+, celkem 5½ až 6 hodin).
- Täschhorn (4490  m n. m.): Normální trasa z Domhütte vede přes sedlo Festi-Kin-Lücke (3734  m n. m.), ledovec Kingletscher a nejvyšší část JZ hřebene (AD-, 5 až 6 hodin).
- Lenzspitze (4294  m n. m.): Výstup z Domhütte vede přes Festijoch a ledovec Hohberggletscher na sedlo Lenzjoch (4121  m n. m.) a odtud po jižním hřebenu na vrchol (AD, 5 až 6 hodin).
- Nadelgrat: V návaznosti na výstup na Lenzspitze může být podniknut přechod celého Nadelgratu postupně přes další čtyři čtyřtisícovky Nadelhorn (4327  m n. m.), Stecknadelhorn (4241  m n. m.), Hohberghorn (4219  m n. m.) a Dürrenhorn (4035  m n. m.). Alternativně se lze také dostat na Nadelgrat přes sedlo Dürrenjoch (3910  m n. m.)mezi Dürrenhornem a Hohberghornem. Cesta z Domhütte vede přes Festijoch a Hohberggletscher (PD+, 5 hodin). Nejjednodušší alternativou k dosažení Nadelgratu z Domhütte je cesta na sedlo Hohbergjoch (4144  m n. m.) mezi Hohberghornem a Stecknadelhornem, a to opět přes Festijoch a ledovec Hohberggletscher (PD, 4½ hodiny).

### Mapa
- Kompass 117, Zermatt – Saas Fee, 1 : 40 000